# بندقية ركوب الخيل

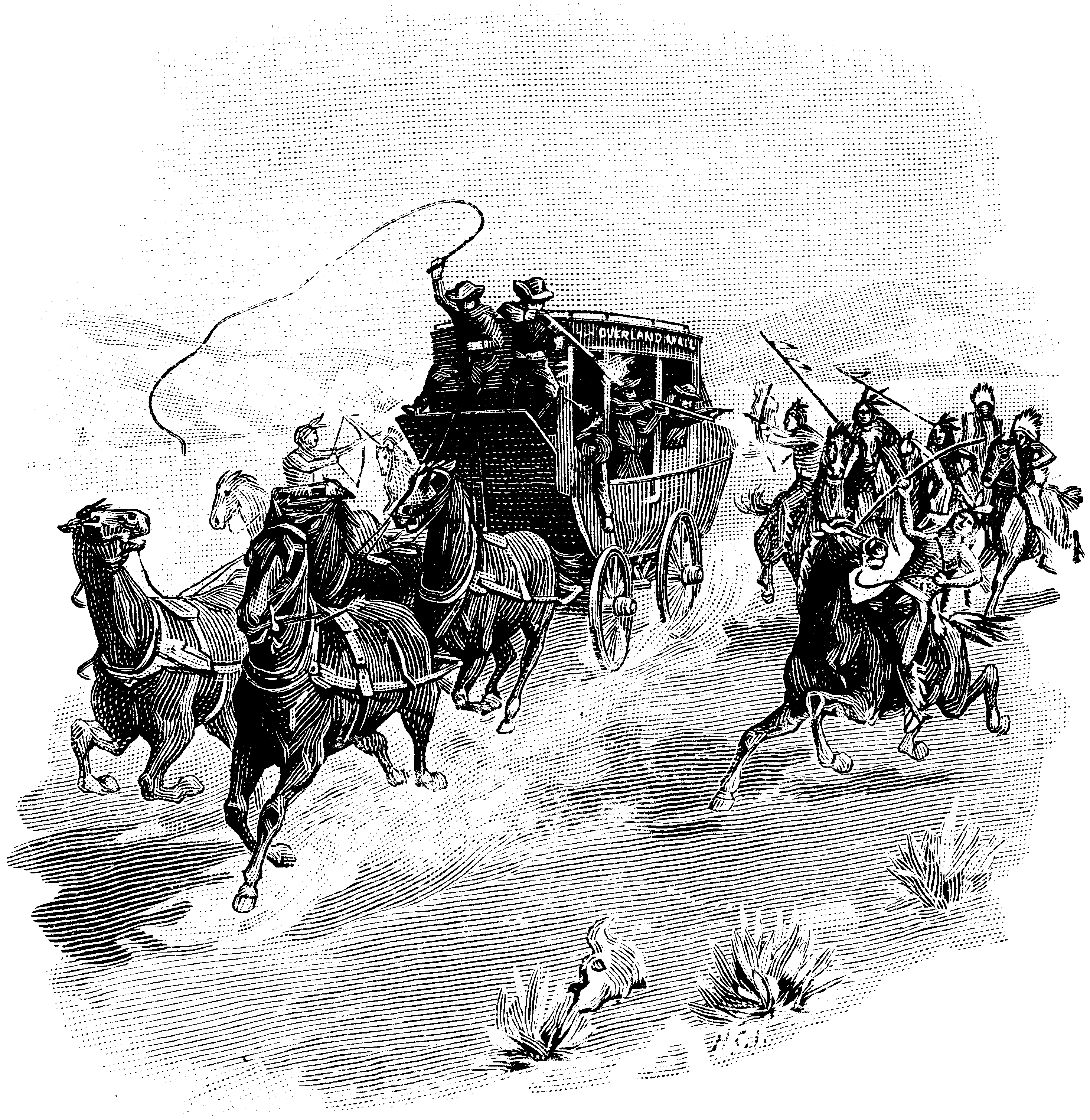
تم رسم الصورة عام 1891

تم استخدام بندقية ركوب الخيل Riding Shotgun لوصف الحارس الشخصي الذي يركب جنبًا إلى سائق العربة، وعادة يكون مسلحًا ببندقية لصد اللصوص أو الأمريكيين الأصليين المعاديين لهم. ولكن حديثا، تشير إلى ممارسة الجلوس بجانب السائق في مركبة متحركة. وتم استخدام العبارة مجازيًا لتعني تقديم دعم أو مساعدة لشخص ما في موقف معين. ويرجع تاريخ صياغة هذه العبارة إلى عام 1905.

## أصول الكلمة
مصطلح بندقية ركوب الخيل مشتق من بندقية المبعوث، وهو مصطلح عامي ل المبعوث السريع، عندما كان سفر الحنطور شائعًا في أمريكا والفترة الاستعمارية في أستراليا، ركب شخص مع السائق، وكان أول استخدام معروف لعبارة «بندقية ركوب الخيل» في رواية 1905 The Sunset Trail للكاتب ألفريد هنري لويس.
تم استخدامه لاحقًا في المطبوعات وخاصة تصوير الأفلام للحافلات والعربات في الغرب القديم المعرضة لخطر السرقة أو الهجوم من قبل قطاع الطرق. فيجلس موظف مسلح خاص ويستخدم المنصة لنقل السبائك أو النقود بجانب السائق الذي يحمل بندقية، وذلك لتوفير دفاع مسلح في حالة تهديد الشحنة، والذي كان عادةً صندوقًا متينا. غالبًا ما يشير غياب شخص مسلح في هذا الوضع إلى أن المنصة لم تكن تحمل صندوقًا قَوِيًّا، بل ركابًا فقط.

## أمثلة تاريخية
تومبستون، إقليم أريزونا
في مساء يوم 15 مارس 1881، كانت الحافلات التابعة لشركة Kinnear & Company تحمل 2600 دولارًا أمريكيًا من السبائك الفضية (ما يعادل 68900 دولار أمريكي في عام 2019) في طريقها من مدينة تومبستون في إقليم أريزونا إلى بنسون، أريزونا. بوب بول، الذي كان قد ترشح لمنصب شريف مقاطعة بيما وكان يتنافس في الانتخابات، كان يعمل مؤقتًا كمبعوث بندقية ويلز فارجو. وكان قد تولى زمام القيادة ومقعد السائق في مدينة المنافسة لأن السائق المعتاد، وهو رجل معروف وشعبي يدعى إيلي بود فيلبوت، كان مريضًا. ولذلك كان فيلبوت يركب البندقية.
بالقرب من محطة درو، صعد رجل إلى الطريق وأمرهم بامساكه، فحاول ثلاثة رعاة البقر سرقة المسرح. فأطلق بول والذي كان في مقعد السائق بندقيته على اللصوص، مما أدى إلى إصابة راعي بقر تم التعرف عليه لاحقًا باسم بيل ليونارد. وتم إطلاق النار على فيلبوت والراكب بيتر رويريج الذي كان يجلس في المقعد الخلفي. فزعت الخيول ولم يتمكن بول من السيطرة على المسرح لمسافة ميل تقريبًا، تاركًا اللصوص بلا شيء. قال بول في وقت لاحق أنه يعتقد أن الطلقة الأولى التي قتلت فيلبوت كانت مخصصة له.
عندما وصل وايت إيرب لأول مرة إلى تومبستون في ديسمبر 1879، تولى في البداية وظيفة مبعوث بنادق حاملة الطائرات لشركة ولز فارجو، حيث كان يحرس شحنات السبائك الفضية. وعندما تم تعيين وايت إيرب نائباً لشريف مقاطعة بيما في 27 يوليو 1881، تولى شقيقه مورجان إيرب مهمته.
عندما بدأت شركة ولز فارجو خدمة الحافلة من تيبتون بولاية ميزوري إلى سان فرانسيسكو، كاليفورنيا في عام 1858، قاموا بإصدار بنادق لسائقيها وحراسها للدفاع على طول الطريق الخطير البالغ 2800 ميل. وكان يُطلق على الحارس اسم بندقيّة وقد تم إعطاؤهم بندقية كوتش، عادةً ما تكون بندقية قصيرة ذات ماسورة مزدوجة عيار 10 أو 12 عيارًا.

## الاستخدام الحديث للمصطلح
في الآونة الأخيرة، تم تطبيق المصطلح على لعبة والتي عادة ما يلعبها مجموعات من الأصدقاء لتحديد من يركب بجانب السائق في السيارة. عادةً ما ينطوي هذا على المطالبة بالحق في ركوب البندقية من خلال كونك أول شخص ينادي البندقية. تخلق اللعبة بيئة عادلة من خلال نسيان معظم الأقدمية باستثناء أن الأمهات والآخرين المهمين يحصلون تِلْقَائِيًّا على البندقية، وهذا في الوقت نفسه يستبعد أي صراعات قد تكون حدثت سابقًا عند تحديد من يمكنه ركوب البندقية.

## قائمة المراجع
1. ↑  "Definition of shotgun | Dictionary.com". www.dictionary.com (بالإنجليزية). Archived from the original on 2019-06-22. Retrieved 2021-03-14.
2. ↑  The sunset trail (بالإنجليزية). A.L. Burt Company, 1905. Archived from the original on 2016-10-14.
3. ↑  Agnew, Jeremy (2012). The Old West in Fact and Film: History Versus Hollywood. Jefferson, North Carolina: McFarland. p. 17
4. ↑  Martin, Gary. "'Riding shotgun' - the meaning and origin of this phrase". Phrasefinder (بالإنجليزية). Archived from the original on 2020-12-03. Retrieved 2021-03-14.
5. ↑  Bill (1991). Encyclopedia of Western Gunfighters (بالإنجليزية). University of Oklahoma Press. ISBN:978-0-8061-2335-6. Archived from the original on 2020-08-01.
6. ↑  "Wyatt Earp Trial: 1881 - A Mysterious Stage Coach Robbery". law.jrank.org (بالإنجليزية). Archived from the original on 2021-02-24. Retrieved 2021-03-14.
7. ↑  "Home Page". web.archive.org. 8 فبراير 2011. مؤرشف من الأصل في 2021-03-08. اطلع عليه بتاريخ 2021-03-14.{{استشهاد ويب}}:  صيانة الاستشهاد: BOT: original URL status unknown (link)
8. ↑  WGBH American Experience: Wyatt Earp, Complete Program Transcript
9. ↑  "Revival Of The Coach Gun - Popular Mechanics". web.archive.org. 30 سبتمبر 2007. مؤرشف من الأصل في 2007-09-30. اطلع عليه بتاريخ 2021-03-14.
10. ↑  Barnett, Casey. "Rules of Shotgun". The Official Shotgun Rules (بالإنجليزية الأمريكية). Archived from the original on 2021-03-08. Retrieved 2021-03-14.